# Ист Денис (Масачусетс)
Ист Денис (енгл. East Dennis) насељено је место без административног статуса у америчкој савезној држави Масачусетс.

## Демографија
По попису из 2010. године број становника је 2.753, што је 546 (-16,6%) становника мање него 2000. године.
| Група             | 2000.         | 2010.         |
| Белци             | 3.170 (96,1%) | 2.588 (94,0%) |
| Афроамериканци    | 26 (0,8%)     | 40 (1,5%)     |
| Азијати           | 11 (0,3%)     | 9 (0,3%)      |
| Хиспаноамериканци | 55 (1,7%)     | 76 (2,8%)     |
| Укупно            | 3.299         | 2.753         |